# Kineska književnost
Kineska književnost obuhvaća tisućljeća, od najranijih zabilježenih dinastičkih sudskih zapisa do potpunih narativnih romana koji su se pojavili tijekom dinastije Ming kako bi zabavili mase pismenih Kineza. Uvođenje široko rasprostranjenog drvenog tiska tijekom dinastije Tang (618. – 907.) i Bi Shengov izum pokretnog tiska (990. – 1051.) tijekom  dinastije Song (960. – 1279.) brzo su proširili pisanu riječ diljem Kine. U moderno doba, pisac Lu Xun  (1881. – 1936.) smatra se utemeljiteljem baihua književnosti u Kini.

## Rana povijest i srednji vijek
Kineska književnost započela je vođenjem zapisa i proricanjem. Opsežna zbirka knjiga koje su sačuvane od dinastije Zhou pokazuje koliko su intelektualci nekoć bili napredni. Zapravo, dinastija Zhou često se smatra kamenom temeljcem kineskog kulturnog razvoja. Koncepti obuhvaćeni kineskim klasičnim tekstovima nude širok raspon tema, uključujući poeziju, astronomiju, kalendar i mnoge druge. 
Dinastija Sung također je pridonijela znanstvenoj književnosti. Postojala su i golema historiografska djela i djela slična enciklopedijama.
Među najvažnijim djelima kineske književnosti posebno mjesto drži šest romana napisanih tijekom dinastija Ming i Qing: Romansa o tri kraljevstva, Na rubovima vode, Putovanje na Zapad, Šljivin cvijet u zlatnoj vazi, San u crvenoj kući te U gaju književnika.
Na kraju dinastije Qing, kineska kultura je započela novu eru s pisanim narodnim kineskim jezikom za običnog čovjeka. Hu Shi i Lu Xun postali su pioniri moderne književnosti.

## Moderna književnost
Nakon dolaska na vlast 1949., Komunistička partija Kine kontrolirala je izdavanje literature, što je kočilo razvoj. Nakon kratkog razdoblja kampanje Stotine cvjetova, socrealizam je postao jedina književnost koju je podržavao i poticao režim. Unatoč toj uniformnosti, umjetnički značajna djela u tom žanru napisali su između ostalih: Liu Qing, Yang Mo i Qu Bo.

## Suvremena književnost
Tijekom kasnog 20. stoljeća, niz pisaca pod utjecajem zapadnog modernizma počeo je privlačiti međunarodnu pozornost. Između ostalih pjesnik Bei Dao, prozaik Mo Yan i dramatičar Gao Xingjian. Potonji je 2000. godine postao prvi kineski autor koji je dobio Nobelovu nagradu za književnost.
Pisci kao što su: Wang Meng, Zhang Xinxin i Gao Xingjian eksperimentirali su s modernističkim narativnim tehnikama. Druga skupina pisaca s Han Shaogongom, A Chengom, Li Ruijem i Mo Yanom (dobitnik Nobelove nagrade za književnost 2012.) predstavnici su takozvane Xungen književnosti koja teži ponovnom povezivanju s autohtonim i narodnim kulturnim tradicijama. Nešto mlađi Yu Hua i Su Tong pišu avangardnijim i razočaranijim stilom. Yan Lianke u romanima i kratkim pričama ističe suvremene društvene probleme.
Niz spisateljica kao što su: Chen Ran, Hong Ying, Wei Hui i Wang Anyi prikazuju novo kinesko društvo koje se brzo mijenja iz perspektive (često mladih) žena. Neorealizam s autorima kao što su Fang Fang, Lui Heng i Chi Li čini još jedan značajan trend u suvremenoj kineskoj književnosti. Utjecaj Franza Kafke i magičnog realizma osjeća se u piscima kao što je Can Xue.